# 塔ノ沢駅
塔ノ沢駅（とうのさわえき）は、神奈川県足柄下郡箱根町塔之澤にある小田急箱根鉄道線（箱根登山電車）の駅である。駅番号はOH 52。

## 歴史
- 1920年（大正9年）10月21日：開業[2]。

## 駅構造
相対式ホーム2面2線を有する地上駅。終日無人駅であり、駅舎内部は閉鎖されている。
構内はトンネルに挟まれており、かつてはホームの小田原方に構内横断踏切があったが、3両編成化の際にホーム延長のため、小田原方のトンネルの上を階段で渡る形態とされた。また、もともと強羅方の分岐器はトンネル内にあったが、3両編成化の際に小田原方の分岐器もトンネル内に移設された。
PASMO簡易改札機が設置されている。自動券売機やICカードチャージ機は設置されておらず、乗車券は車内で車掌から購入する必要がある。
なお、箱根登山鉄道の表示看板やパンフレットでは各駅の標高が示されており、かつては165 mと表記されていたが、2013年の再調査で153 mに訂正されている。

### のりば

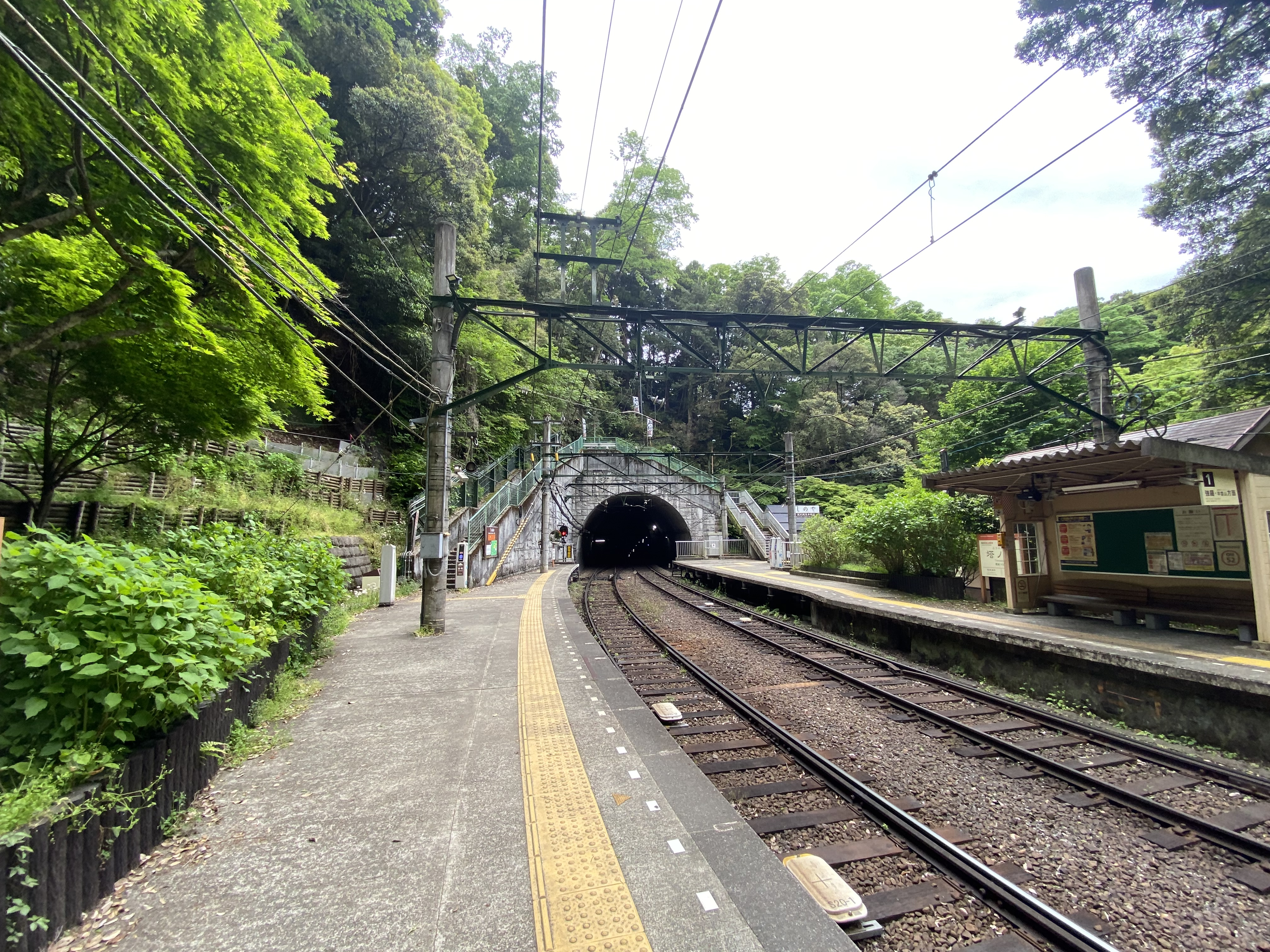
ホーム（2022年5月）

| 番線 | 路線         | 方向 | 行先                 | 備考                       |
| ---- | ------------ | ---- | -------------------- | -------------------------- |
| 1    | 箱根登山電車 | 下り | 強羅・早雲山方面     | 早雲山方面は強羅で乗換     |
| 2    | 箱根登山電車 | 上り | 箱根湯本・小田原方面 | 小田原方面は箱根湯本で乗換 |

## 利用状況
2023年度の1日平均乗降人員は93人で、鉄道線の駅では乗降が最も少ない駅である。
近年の1日平均乗降・乗車人員推移は下記の通り。
| 年度               | 1日平均 乗降人員 | 1日平均 乗車人員 | 出典     |
| ------------------ | ---------------- | ---------------- | -------- |
| 1998年（平成10年） |                  | 62               | [ * 1 ]  |
| 1999年（平成11年） | 198              | 65               | [ * 2 ]  |
| 2000年（平成12年） | 198              | 65               | [ * 2 ]  |
| 2001年（平成13年） | 202              | 70               | [ * 3 ]  |
| 2002年（平成14年） | 197              | 66               | [ * 4 ]  |
| 2003年（平成15年） | 196              | 68               | [ * 5 ]  |
| 2004年（平成16年） | 190              | 69               | [ * 6 ]  |
| 2005年（平成17年） | 188              | 69               | [ * 7 ]  |
| 2006年（平成18年） | 185              | 66               | [ * 8 ]  |
| 2007年（平成19年） | 164              | 56               | [ * 9 ]  |
| 2008年（平成20年） | 155              | 56               | [ * 10 ] |
| 2009年（平成21年） | 146              |                  |          |
| 2010年（平成22年） | 135              |                  |          |
| 2011年（平成23年） | 117              |                  |          |
| 2012年（平成24年） | 111              |                  |          |
| 2013年（平成25年） | 126              |                  |          |
| 2014年（平成26年） | 122              |                  |          |
| 2015年（平成27年） | 110              |                  |          |
| 2016年（平成28年） | 115              |                  |          |
| 2017年（平成29年） | 110              |                  |          |
| 2018年（平成30年） | 111              |                  |          |
| 2019年（令和元年） | 88               |                  |          |
| 2020年（令和02年） | 69               |                  |          |
| 2021年（令和03年） | 85               |                  |          |
| 2022年（令和04年） | 96               |                  |          |
| 2023年（令和05年） | 93               |                  |          |

## 駅周辺
- 塔之沢温泉

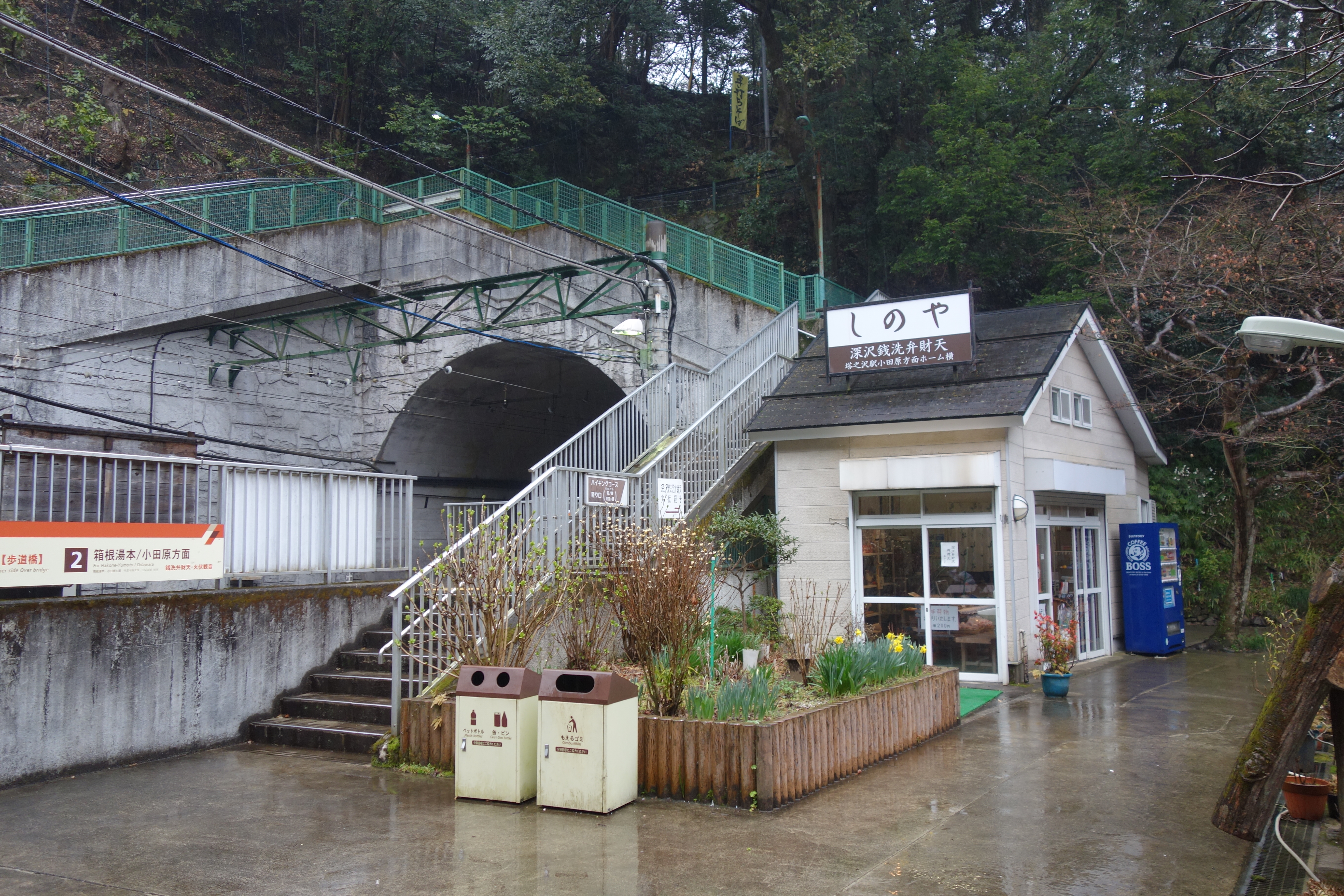
駅前（売店しのや）

  - 箱根湯寮（日帰り温泉施設・小田急リゾーツ運営） - 徒歩5分
- 阿弥陀寺
- 深沢銭洗弁天（深沢弁財天） - 駅ホームに隣接している。下記エピソードを参照。
- 深沢銭洗弁天売店「しのや」 - 駅に隣接。御札やお守り、お土産などを販売。

## エピソード

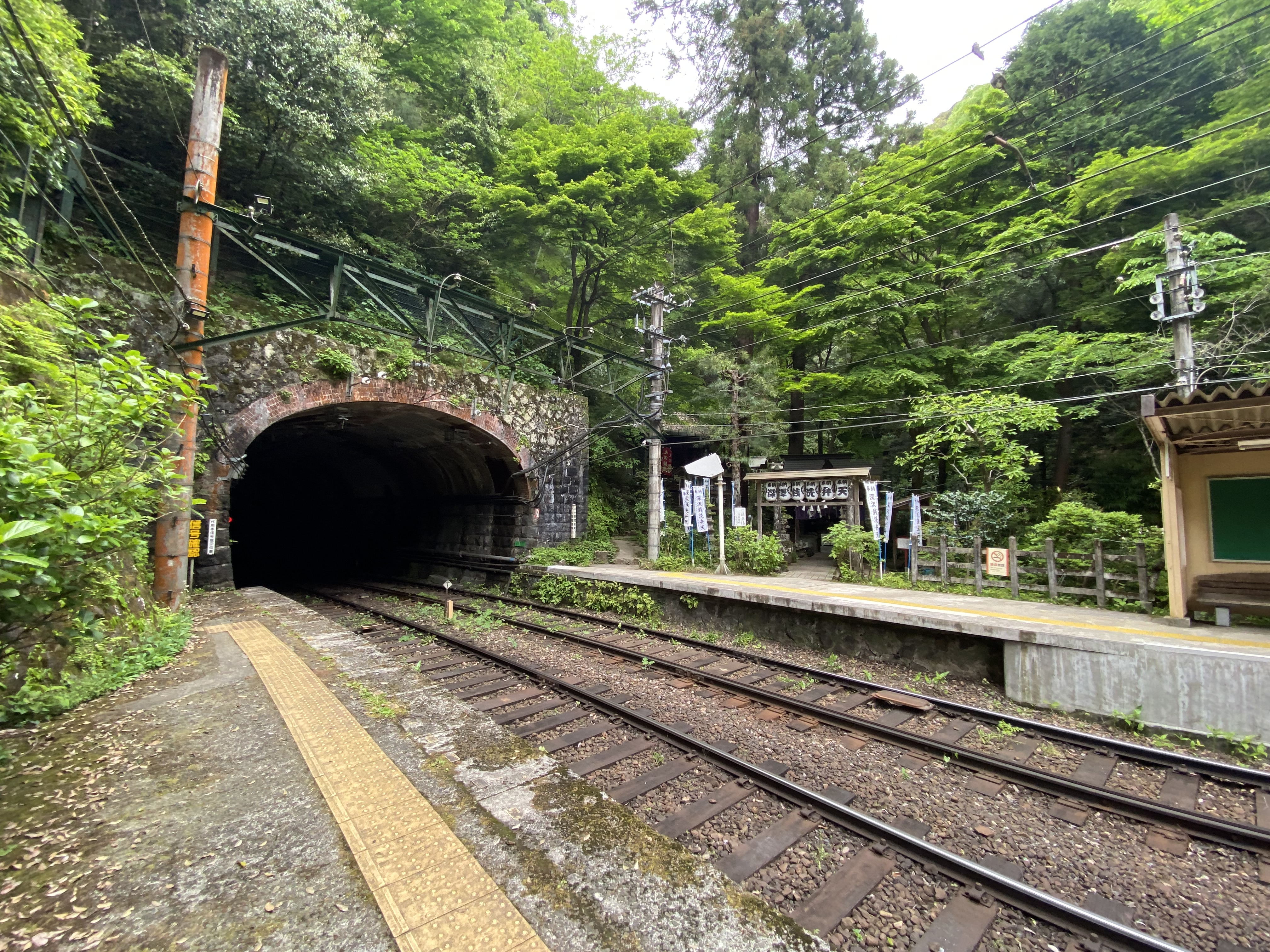
上りホーム上にある深澤銭洗弁天

- 当駅に通じる道は幅の狭い歩行者用通路のため、駅前には軽自動車であっても乗り入れられない。1993年に小田原方のトンネルを拡幅する際にも、重機などの搬入が不可能だったため、機材や資材などはモニ1形電動貨車に搭載できる程度のものしか利用できず、人海戦術による手掘りでの拡幅を余儀なくされたという。
- 大正期の相場師で松井証券創業者の松井房吉が、構内上りホーム付近に銭洗弁天を祭る祠を寄贈した。房吉の長男武（松井証券第2代社長）の誕生日である5月10日が神社の祭礼日となっている。当時この辺りの温泉施設は松井証券の社員旅行や宴会に利用され、芸者も多く賑わっていた。

## 隣の駅
小田急箱根
 鉄道線（箱根登山電車）
箱根湯本駅 (OH 51) - 塔ノ沢駅 (OH 52) - （出山信号場） - 大平台駅 (OH 53)